# أورلاندو كونتريرز
أورلاندو كونتريرز هو مغني كوبي، ولد في 22 مايو 1926 في كوبا، وتوفي في 9 فبراير 1994 في ميديلين في كولومبيا.

## وصلات خارجية
- أورلاندو كونتريرز على موقع ميوزك برينز (الإنجليزية)
- أورلاندو كونتريرز على موقع أول ميوزيك (الإنجليزية)
- أورلاندو كونتريرز على موقع ديسكوغز (الإنجليزية)